# حسين أفنان
حسين روحي بن علي أفنان الشيرازي من أعلام الديانة البهائية ومن أعلام المملكة العراقية عند تأسيسها. وهو سبط مؤسس الديانة البهائية بهاء الله حسين علي النوري المتوفى سنة 1892، فوالدته هي فروغية خانوم، وخاله عبد البهاء عباس الذي توفي عام 1921 فرشح البهائيون أكثر من اسم لخلافته، ومنهم حسين أفنان، غير أن الاختيار وقع على ابن عمه شوقي بن هادي أفنان الشيرازي.

## حياته
ولد حسين أفنان في عكا في فلسطين سنة 1889، ودرس في مدرسة الكويكرز في برمانا في جبل لبنان ودرس في الجامعة الأمريكية في بيروت، فنال شهادتها في الفنون بدرجة متقدمة أهلته للتدريس في الجامعة نفسها، غير إنه آثر دراسة الاقتصاد السياسي في جامعة كمبرج، وحقق ما يريد. كما حصل على تعليم عال في الهند.
ذكرت المس بيل أنه كان يجيد العربية والإنجليزية والفارسية.
وعندما أنشأت الحكومة البريطانية مكتب القاهرة لرسم سياستها في الشرق الأوسط، عين حسين أفنان مترجما في هذا المكتب الذي تشرف عليه دار الاعتماد البريطانية في القاهرة، ولعب دورا كبيرا في توجيه السياسة الإنكليزية تجاه القضية العربية، ثم عمل موظفا في حكومة السودان سنة 1916. وعندما قامت الثورة العربية ضد الاتراك بزعامة الشريف الحسين بن علي عام 1916، عين سكرتيرا للمعتمد البريطاني في جدة، ثم نقل معاونا لآمر معتقل الاسرى في سمربور في ولاية غوجرات الهندية. وقد ضم هذا المعتقل ضباط الجيش العثماني في الحرب العالمية الأولى، واغلبهم من الضباط العرب، فتعرف على عدد من الضباط العراقيين الذين أهلتهم الظروف لأن يكونوا فيما بعد من رجال الدولة العراقية الناشئة.
وفي أثناء اندلاع الثورة العراقية عام 1920، نقل إلى مكتب الحاكم الملكي البريطاني ببغداد، وأصدر في 30 آب جريدة باسم «الشرق»، ولم تعمر الجريدة طويلا إذ عين حسين أفنان سكرتيرا لمجلس الوزراء في الوزارة العراقية المؤقتة برئاسة عبد الرحمن الكيلاني النقيب. كان عينا للبريطانيين في مجلس الوزراء، وبقي في هذه الوظيفة الخطيرة إلى أن نقل مديرا للتشريفات في وزارة الخارجية سنة 1925، كما كانت زوجته بديعة أفنان موظفة أيضا في الوزارة نفسها.
يقول الاستاذ رفائيل بطي في محاضراته عن الصحافة العراقية ان جريدته عاضدت السياسة البريطانية بقوة، ولعلها الصحيفة الوحيدة التي تجرأت فنشرت مقالات تحسن الانتداب البريطاني في العراق، ونشرت مضابط في ذلك. كما أنها كانت تنشر البلاغات العسكرية للجيش البريطاني أثناء الثورة.
كان يلقي دروسا في الاقتصاد السياسي في مدرسة الحقوق في العشرينيات. وفي نيسان 1930، عين سكرتيرا للمفوضية العراقية في لندن، وانتدب قائما بأعمال المفوضية في الشهور التالية عندما بحثت قضية دخول العراق عصبة الأمم واستقلاله، ثم نقل سكرتيرا لمفوضية العراق في أنقرة، إلى أن نقلت خدماته من السلك الخارجي، فعين مديرا في إحدى دوائر السكك الحديد، لكنه لم يمكث طويلا في الوظيفة، إذ اعتزلها.
ومن الجدير بالذكر أن توقيع حسين أفنان كان موجودا على الأوراق النقدية العراقية الصادرة عام 1932 بصفته عضوا في لجنة العملة العراقية.
زوجته هي بديعة أفنان، وهي ابنة بديع نوري الحصري شقيق ساطع الحصري، قتل أبوها في عام 1913 في البصرة عندما كان متصرفا للواء المنتفك، وقد أتهم السيد طالب النقيب أنه كان وراء الحادث. وقد تزوجها حسين أفنان عام 1923، وكانت من سيدات المجتمع ببغداد، ولها صلة وطيدة ببعض سيدات الأسرة المالكة في العراق، وعملت في دوائر وزارة الخارجية مدة طويلة.

## وفاته
توفي في بيروت في 18 تشرين الثاني 1940.